# 中国東北部

中国東北部

中国東北部（ちゅうごくとうほくぶ、簡体字中国語: 中国东北、拼音: Zhōngguó dōngběi）とは、中華人民共和国の東北側外縁に存在する地域である。歴史的には満洲と呼ばれていた地域にあたる。
豊富な鉱産資源を背景として満洲国時代に東アジアで最も工業化が進んだ先進地域となり、第二次世界大戦後の中華人民共和国では共和国長子（きょうわこくちょうし）と呼ばれた。しかし、現在は経済の低迷と人口流出により「中国のラストベルト」と呼ばれている。

## 定義
狭義には遼寧省・吉林省・黒竜江省の東北三省の総称。中華人民共和国における地域をブロックに分けた区分では「東北区」と呼んでいる。
広義には旧満洲国に相当する、東北三省と内蒙古の東北部（すなわち現在のフルンボイル市、ヒンガン盟、通遼市、赤峰市）を合わせて指す。19世紀中頃の条約でも清朝のもとに残された、内満洲地域である。
日本や欧米など諸外国からは満洲（旧満州）、マンチュリアとも呼ばれ、第二次大戦前の中国においても同様であるが、現代中国語においては満洲は満洲族のことを指し、地域を指す名称としては使われない。地名としての「満洲」は中国本土に含まれないという含意があるため、中国の一部であることを強調する中国東北部と言い換えられている。
この項目では、第二次世界大戦後の状況について記述する。

## 人口
- 遼寧省：4,259万人（2020年）
- 吉林省：2,407万人（2020年）
- 黒竜江省：3,185万人（2020年）

総人口は約9,851万人、中国の総人口の6.8%である。

## 文化

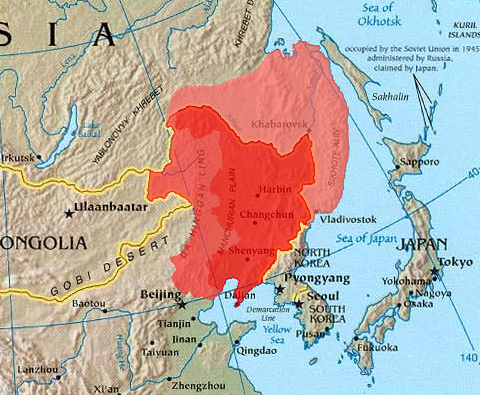
東北三省（濃い赤）、東四盟+旧熱河省（赤）、外満洲（薄い赤）

中国の他の地域とは違い、東北三省の住民は遼寧、吉林、黒竜江の各省の住民としてよりも「東北人」としての意識が大きい。この原因にはこの地区の独特な歴史、風俗習慣及、言語の一致、「闖関東」と呼ばれる人口移動現象により、河北省、特に山東省からの移民が主に関係している。
言葉は、大部分の人たちが官話方言（中国語北方方言）を話し、ハルビン人は普通話の発音が最も標準的といわれ、ハルビン出身のラジオ・テレビのアナウンサーも多い。瀋陽を中心に東北官話が、大連付近は膠遼官話が使われている。
満洲は漢族を主体として、満洲族、モンゴル族、朝鮮族、オロチョン族、エヴェンキ族、シベ族及びロシア人等の文化習俗に日本・ロシア・朝鮮の国家的風俗文化と言語が融合した多元文化圏に属している。
多くの満洲族文化と共に日本語・朝鮮語・ロシア語からの語彙と生活様式を吸収しており、語彙では、“噶斯”（日本語の瓦斯の音訳：ガス）、“咧巴”（ロシア語: Хлебの音訳：パン）、食べ物ではロシア料理や朝鮮料理のキムチ、犬肉食などが外来文化の影響を受けている。一般に、晩秋白菜を瓶に漬けた「酸菜」（スワンツァイ）に、豚肉とジャガイモを入れて鍋で煮た料理は、東北人が冬最も好む地方料理である。満洲族から出たといわれるお菓子「シャーチーマー」（沙琪瑪）もある。
東北地区起源の他の伝統文化に、二人転、ヤンガー（秧歌）、吉劇、高足（中国語踩高蹺、ツァイカオチアオ）がある。東北地方の民謡に、子守唄「東北揺籠曲」（“月児明、風児静、…”）もある。
文化教育施設、教育普及率と進学率は中華人民共和国の中で高い水準にある。そのうち、遼寧省の高等教育の普及率は中国で最高である。主な科学研究機構はハルビン市、長春市、瀋陽市、大連市に分布し、そのうちで光学機械、冶金、軍需産業の研究水準が最も発達している。

## 日本との関係
清朝時代の満洲は荒野が目立つ辺境の地であった。それは満洲族の祖地であるため漢人の入植が制限されたからであり、近代にはロシア帝国の極東進出（南下政策）にも晒される緩衝地帯でもあったからである。
19世紀後半にはロシアの脅威を受け清朝が一転して植民を促したことで漢民族の人口は増加し土地が農耕によって開墾された。日露戦争で勝利を収め、その後の韓国併合も重なり統治下の朝鮮と地理的に接する南満洲を得た大日本帝国は東北部を拠点とする軍閥の奉天派を支援した。
満洲国時代（1932年 - 1945年）になると、日本から資本が投下され鉄道や発電所など近代的なインフラストラクチャが整備された。日本の傀儡政権とはいえ、東アジアでトップクラスの安定と発展がもたらされた満洲国には日本人開拓団の植民はもちろん、当時内戦中だった中国本土からも多数の移民が流入した。その結果、人口が建国時の約3000万から約4500万に膨れ上がった。新京（長春）、奉天（瀋陽）、ハルビン、吉林、チチハルといった近代的な都市が形成された時期でもある。
第二次世界大戦後、1949年10月1日に建国された中華人民共和国の統治下に入った後は改革開放が始まるまで、中国随一の工業地帯として同国の経済を支えた。
現在の日本とも関わりが深く、日本に居住する中国人の3割以上や中国残留孤児の大多数は東北部の出身である。日本で修学している中国人留学生は、この地域の出身者が最多である。中国の中では比較的親日的な地域とされており、日系企業の進出が多い地域の一つである。